# Gypsonoma sociana
Gypsonoma sociana là một loài bướm đêm thuộc họ Tortricidae. Nó được tìm thấy ở châu Âu to Nga.
Sải cánh dài 12–15 mm. Con trưởng thành bay từ tháng 7 đến tháng 8.
The larvae burrows into a twig of a Populus or Salix species và later occupies a leaf bud.